# كارمين روجاس
كارمين روجاس (بالإنجليزية: Carmine Rojas)‏ هو ملحن أمريكي، ولد في 14 فبراير 1953 في بروكلين في الولايات المتحدة.